# شکل قطب
تصویر قطبی (به انگلیسی: Pole figure) نوعی نمایش گرافیکی برای تعیین جهت گیری اجسام در فضا است. به عنوان مثال، از تصویر قطبی درحالت تصویر کردن stereographic برای نشان دادن توزیع جهت گیری صفحات شبکه کریستالوگرافی در تجزیه و تحلیل بافت(texture) در علم مواد استفاده می شود.

## تعریف
شیئی را در نظر بگیرید که محور مختصات محلی به آن چسبیده است.جهت گیری جسم در فضا را می توان با سه چرخش تعیین کرد تا مختصات گلوبال را به مختصات متصل به جسم تبدیل کند. اینها زوایای اولر هستند.

قطبهای صفحات مکعب

اگر صفحه ای از جسم را در نظر بگیریم، جهتگیری صفحه را می توان با بردار نرمال آن تعیین کرد. اگر جسم در مرکز یک کره قرارگیرد، تقاطع کره و صفحه مورد نظر یک دایره است که "trace" نامیده می شود. تقاطع بردارنرمال و کره "قطب(Pole)" نامیده میشود. یک قطب منفرد برای تعیین کامل جهت گیری یک جسم کافی نیست: اگر چرخشی به دور بردار نرمال اعمال کنیم آن قطب ثابت می ماند. جهت گیری جسم با استفاده از قطب های دو صفحه که موازی نیستند کاملاً مشخص می شود.

## تصویر سازی
کره فوقانی با استفاده از تصویر کردن stereographic روی یک صفحه بصورت دایره تصویر می شود.

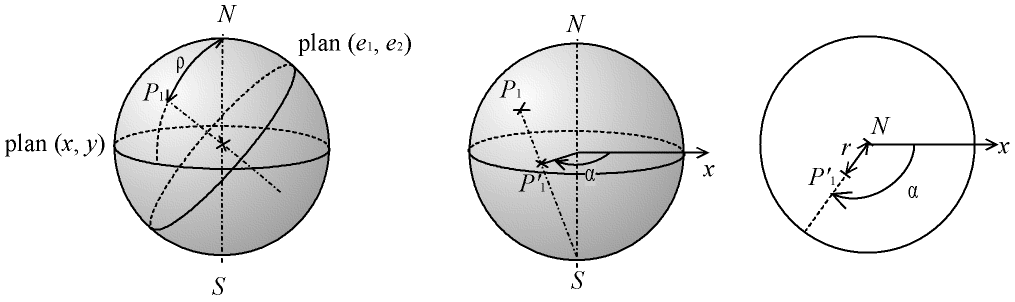
Stereographic projection of a pole

صفحه (x، y) مختصات گلوبال را در نظر بگیرید. تصویر هریک از تقاطعات خط نرمال هر صفحه با کره روی این صفحه تشکیل شکل قطب (pole figure) میدهند. درنهایت هر سه نقطه معرف جهتگیری یک کریستال خواهد بود.

## کاربردها
صفحات کریستالی
ساختار یک کریستال اغلب با شکل قطب صفحه کریستالوگرافی آن نشان داده می شود.
یک صفحه انتخاب شده به عنوان دایره استوا ، معمولاً صفحه (001) یا (011) ؛ قطب آن مرکز شکل است. سپس، قطب های صفحات دیگر با اندیس های میلر برای هر قطب، روی شکل قرار می گیرند. قطب های متعلق به یک منطقه گاهی اوقات با ردیابی مرتبط هستند.

## بافت(texture)
"بافت" یا "تکسچر" در علم مواد به معنای "جهت گیری ترجیحی کریستالوگرافی" است. اگر یک ماده پلی کریستال (ماده ای متشکل از کریستال ها یا دانه های مختلف ، مانند اکثر فلزات ، سرامیک ها یا مواد معدنی) دارای "بافت" باشد ، این بدان معنی است که محورهای کریستال به طور تصادفی توزیع نشده و دارای جهتگیری خاص و مرجح است.
برای ترسیم یک تصویر قطبی، جهت کریستال خاصی را انتخاب می کنیم (مثلاً جهت بردار نرمال صفحه (100)) و سپس قطب مربوط به آن را برای هر کریستال ترسیم می شود. اگر تعداد زیادی کریستال درگیر باشد ، ساختن طرح کانتور به جای ترسیم قطب های جداگانه ، معمول است. تعیین کامل بافت مستلزم رسم دو شکل قطب مربوط به صفحه هایی است که موازی نیستند و زاویه پراش یکسانی ندارند.

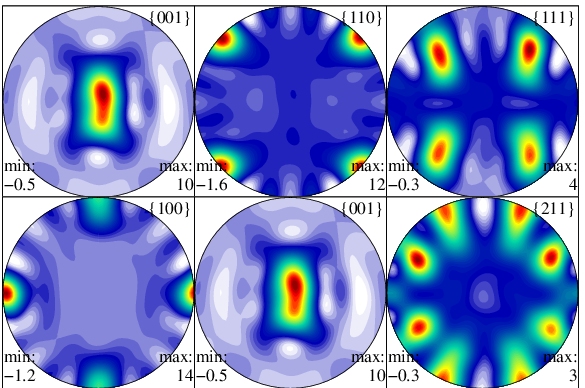
تصویر قطبی نشان دهنده تکسچر کریستالوگرافیک یک آلیاژ TiAl ی گاما ,اندازه گیری شده به وسیله پرتوی X با انرژی بالا.

## شکل پراش
شکل پراش به دست آمده از یک کریستال را در صفحه ای که عمود بر پرتو است در نظر بگیرید ، به عنوان مثال. پراش اشعه X با روش Laue یا پراش الکترون در میکروسکوپ الکترونی عبوری. شکل پراش نقاط را نشان می دهد. موقعیت نقاط توسط قانون براگ تعیین می شود و جهت گیری صفحه را مشخص میکند.
با دانستن پارامترهای اپتیکی (به ویژه فاصله بین کریستال و فیلم عکاسی) ، می توان نمودار استریوگرافی را از نمودار پراش ساخت ، یعنی شکل پراش را به یک قطب تبدیل کرد.

## External links
- http://www.texture.de
- http://mimp.materials.cmu.edu
- Step-by-step animated construction of a Pole Figure from aluMATTER
- StereoPol — plotting & indexing